# Thomas Pledl
Thomas Pledl (Bischofsmais, 1994. május 23. –) német korosztályos válogatott labdarúgó, a Waldhof Mannheim játékosa.

## Pályafutása
Ifjúsági karrierjét az SV Bischofsmais és az SpVgg Grün-Weiss Deggendorf csapataiban kezdte, majd 2009 és 2012 között a TSV 1860 München akadémiáján nevelkedett. 2012. november 27-én debütált a Bundesligában a Greuther Fürth csapatával a Hannover 96 ellen 2–0-ra elvesztett mérkőzésen. Felix Klaus cseréjeként 18 percet töltött a pályán. 2015 januárjában az Ingolstadt csapatához igazolt. A szezon végén tagja volt a Bundesliga 2-es győztes csapatnak. 2016 januárjában másfél évre kölcsönbe került az SV Sandhausen csapatához. 2019. április 10-én jelentették be, hogy a következő szezontól a Fortuna Düsseldorf csapatának játékosa lesz, két évre írt alá. 2023. január 15-én a Waldhof Mannheim szerződtette.

## Sikerei, díjai
- Ingolstadt 04
  - Bundesliga 2: 2014–15